# Château de Caerhays
Le château de Caerhays ou château de Carhayes (traduction de caerhays en anglais : « château clos ») est un manoir  au sud du centre du village, St Michael Caerhays, Cornouailles. Il surplombe Porthluney Cove sur la Manche. Le jardin abrite la plus grande collection de magnolias du Royaume-Uni et contient l'une des quatre collections nationales de magnolias sous les auspices du Conseil national pour la conservation des plantes et des jardins.

## Histoire
Au Haut Moyen Âge, le manoir appartient à la famille Arundell. Le premier enregistrement du nom est Karihaes en 1259, et est enregistré comme Carihays en 1379, mais sa signification originale est obscure. Vers 1379, il passe à la famille Trevanion après le mariage de Robert Trevanion avec Johanna Arundell, fille et héritière de Rudolph Arundell de Caerhays . John Trevanion hérite du domaine en 1703, après quoi il améliore le manoir existant sur le site et développe des jardins.
À la mort de William Trevanion en 1767, le domaine passe au fils de sa sœur, John Bettesworth . Le fils de John, John Bettesworth-Trevanion (en), construit le château actuel sur un site proche de l'ancien manoir entre 1807 et 1810 ; son architecte est l'Anglo-Gallois John Nash . Le château est construit à proximité du site de l'ancienne maison d'origine qui a elle-même subi une expansion sous le règne du roi Henri VIII .
Après le départ de Bettesworth-Trevanion pour Paris, incapable de payer ses factures, Michael Williams II achète Caerhays à ses créanciers en 1854. Comme la maison est inoccupée depuis plus d'une décennie et n'a pas été étanche pendant une partie de cette période, son jeune frère Sir William Williams, 1er baronnet, de Tregullow (1791-1870), avec son fils John Michael Williams (1813-1880), lance un vaste programme de réparation. Michael Williams II meurt en 1858 et laissa Caerhays à son fils aîné John Michael Williams (1813-1880), tandis qu'il laisse Scorrier House à son sixième fils George Williams (1827-1891), haut Sheriff de Cornouailles en 1875. Après la mort de John Michael Williams en 1880, son deuxième fils, John Charles Williams (1861-1939), alors âgé de 18 ans, hérite du domaine de Caerhays. Son frère aîné, Michael Williams (1857-1899) de Gnaton Hall, est décédé sans descendance . John Charles Williams se marie en 1884, date à laquelle la maison est de nouveau restaurée et modifiée. Il devient planteur, parrainant des expéditions de chasse aux plantes afin de remplir le jardin du château de nouvelles acquisitions. Les graines ramenées de Chine par Ernest Henry Wilson en 1903 sont données à JC Williams par Harry Veitch . Le propriétaire en 2012 est Charles Williams.

## Construction

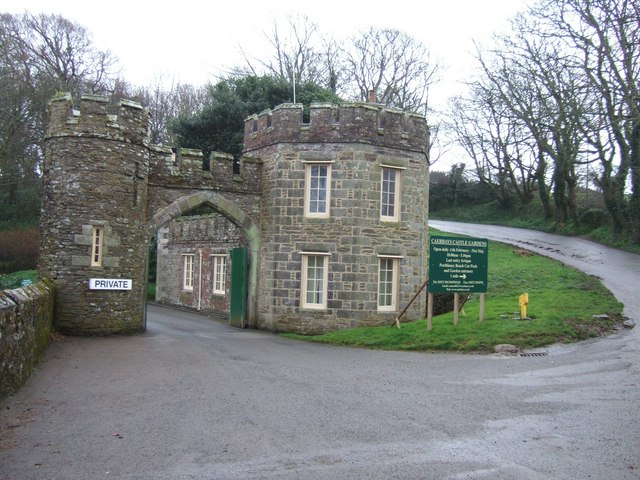
La porte principale

L'extérieur, aux allures de château normand, est construit en pierre brute extraite des environs immédiats. L'entrée principale a une exposition sud et est élevé sur une terrasse crénelée. Les pièces principales vers le sud et l'est, réunies par une grande salle galerie. Du verre peint orne les fenêtres de la salle à manger, de l'escalier et du hall d'entrée .
Des parties du manoir d'origine subsistent, notamment l'ancienne chapelle ainsi qu'une ancienne passerelle vers la mer qui conserve le nom de Watchhouse Walk .

## Préservation historique
Le château est classé bâtiment classé Grade I le 15 novembre 1988 . D'autres bâtiments classés Grade I associés au château comprennent le mur du jardin avec des passerelles et une tour de folie qui est attachée à l'ouest et à l'est du château, la loge supérieure, la loge inférieure avec murs-écrans attenants, et aussi les bâtiments de service attenants au sud-ouest du château.
Le jardin du château couvre près de 120 acres (0,4856227704 km2), traversé par quatre routes nommées (route rouge, route bleue, route jaune et route verte), et parcourus par des sentiers, des chemins herbeux et des marches. Le jardin abrite 600 variétés de plantes, dont des arbres et des arbustes, comme des azalées et des camélias. En 1917, il y a plus de 250 types de rhododendrons . Le jardin abrite la plus grande collection de magnolias du Royaume-Uni.

## Dans la culture populaire moderne
Caerhays est utilisé comme plans extérieurs pour l'adaptation de la mini-série de 1979 de Rebecca .
Le tournage de Miss Peregrine's Home for Peculiar Children s'est déroulé, sur trois mois, sur le domaine et à Porthluney Cove en 2015 .
Caerhays figure également dans les derniers romans de Poldark, où le fils de Ross et Demelza Poldark, Jeremy, rencontre un amoureux à Caerhays. Les romans soulignent à la fois la magnificence du château et le coût ruineux pour les Trevanions de sa reconstruction.